# Калиновка-Мордовская
Калиновка-Мордовская — посёлок в Ардатовском районе Мордовии. Входит в состав Редкодубского сельского поселения.

## История
Основан в начале 1920-х годов переселенцами сел Луньга и Манадыши. По данным на 1931 г. посёлок состоял из 13 дворов и входил в состав Манадышского 2-го сельсовета.

## Население
| 2002 | 2010 |
| ---- | ---- |
| 20   | ↘4   |